# NGC 1987
NGC 1987 (другое обозначение — ESO 56-SC131) — шаровое или рассеянное скопление в созвездии Столовой Горы, расположенное в Большом Магеллановом Облаке. Открыто Джоном Гершелем в 1834 году. На диаграмме Герцшпрунга — Рассела для этого скопления нет чётко выраженной точки поворота. Подобный эффект может частично объясняться вращениями звёзд, но, скорее всего, он вызван тем, что звездообразование в скоплении продолжалось порядка 250 миллионов лет, а самые старые звёзды образовались 1200 миллионов лет назад. Металличность скопления составляет около 10% солнечной.
Этот объект входит в число перечисленных в оригинальной редакции «Нового общего каталога».